# Камеральні науки
Камеральні науки, камералістика — назва галузі наукових дисциплін у 18—19 ст., необхідних для управління державним майном. Потреба у фахівцях управління камеральним майном чи камерою (королівським палацом, де зосереджувалося в Середні віки господарське управління) привела до створення в Німеччині XVIII ст. камеральних факультетів з кафедрами камеральних наук.
У Російській імперії відділення камеральних наук існували в Петербурзькому, Казанському та Харківському університетах до прийняття університетського статуту 1863 року.